# Беляны (Варшава)

Схема дзельницы Беляны

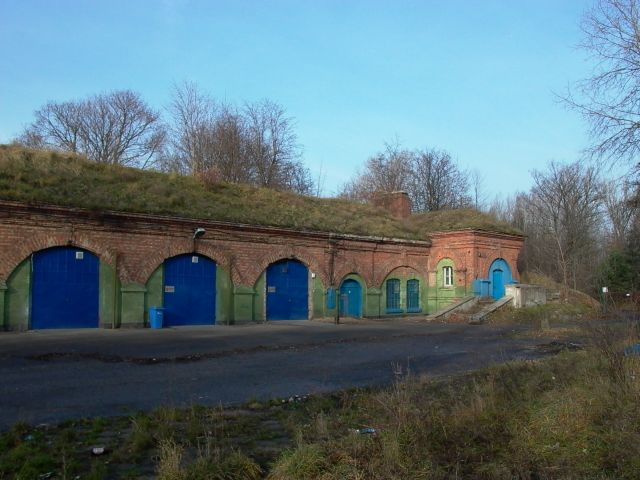
Казармы форта Вавжишев

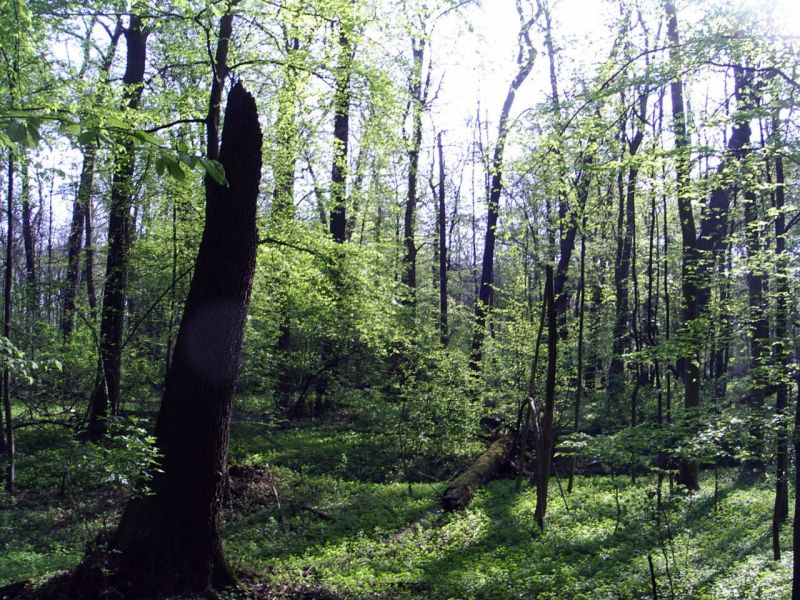
Природный заповедник «Белянский лес»

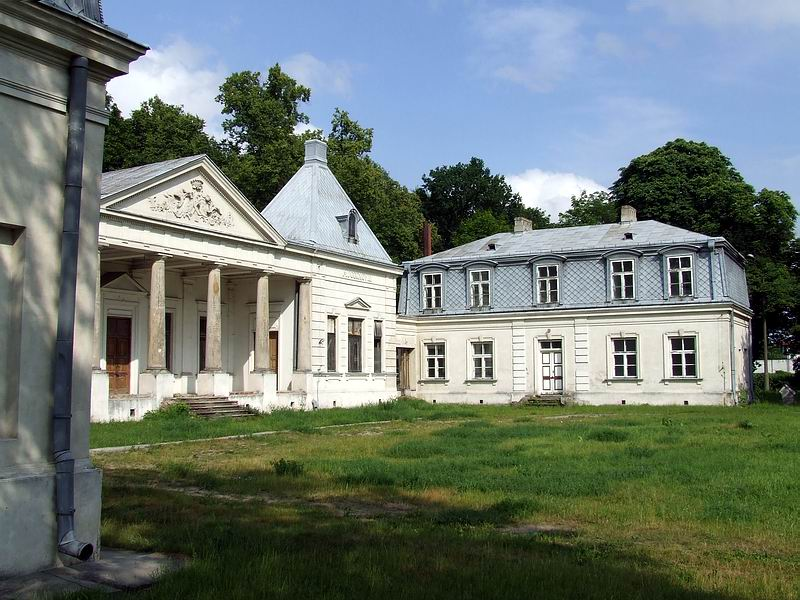
Дворец Брюля в Млочинах

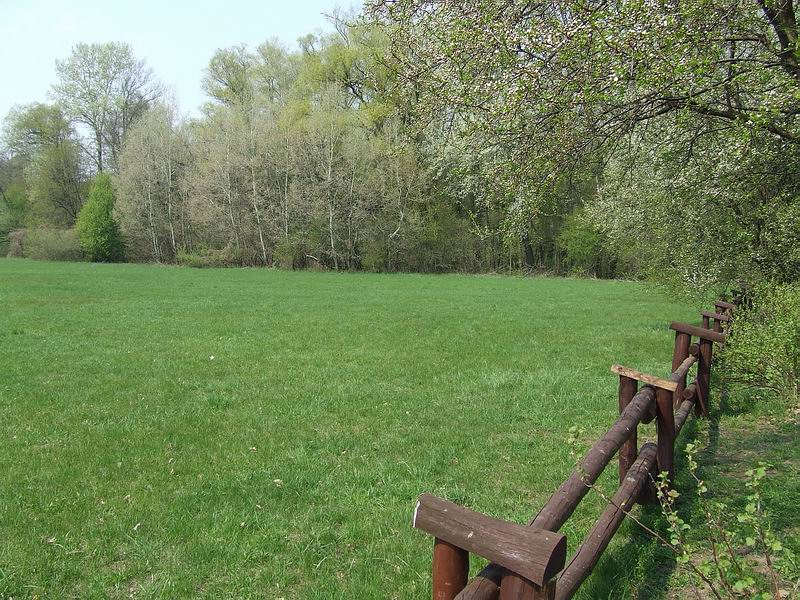
Млочинский парк весной

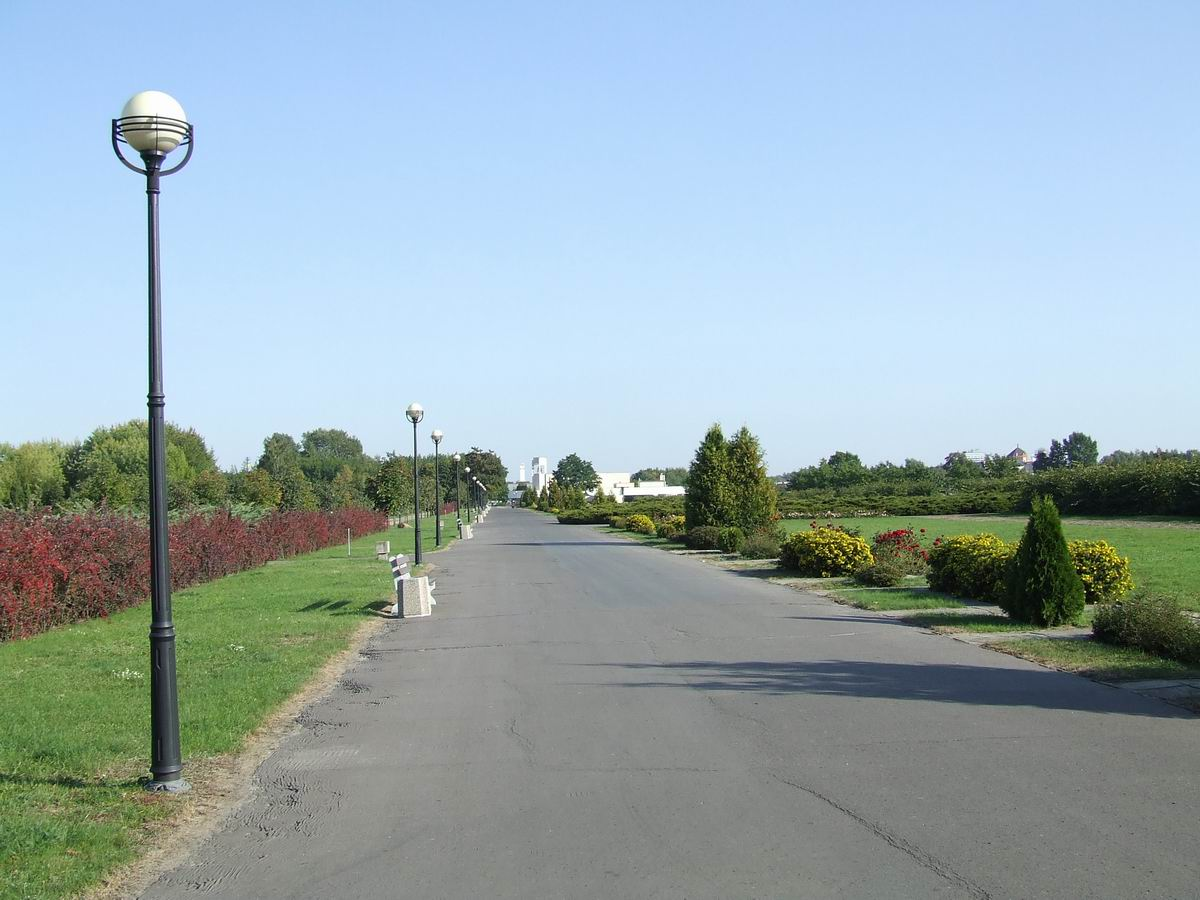
Северное общественное кладбище в Вульке Венгловой

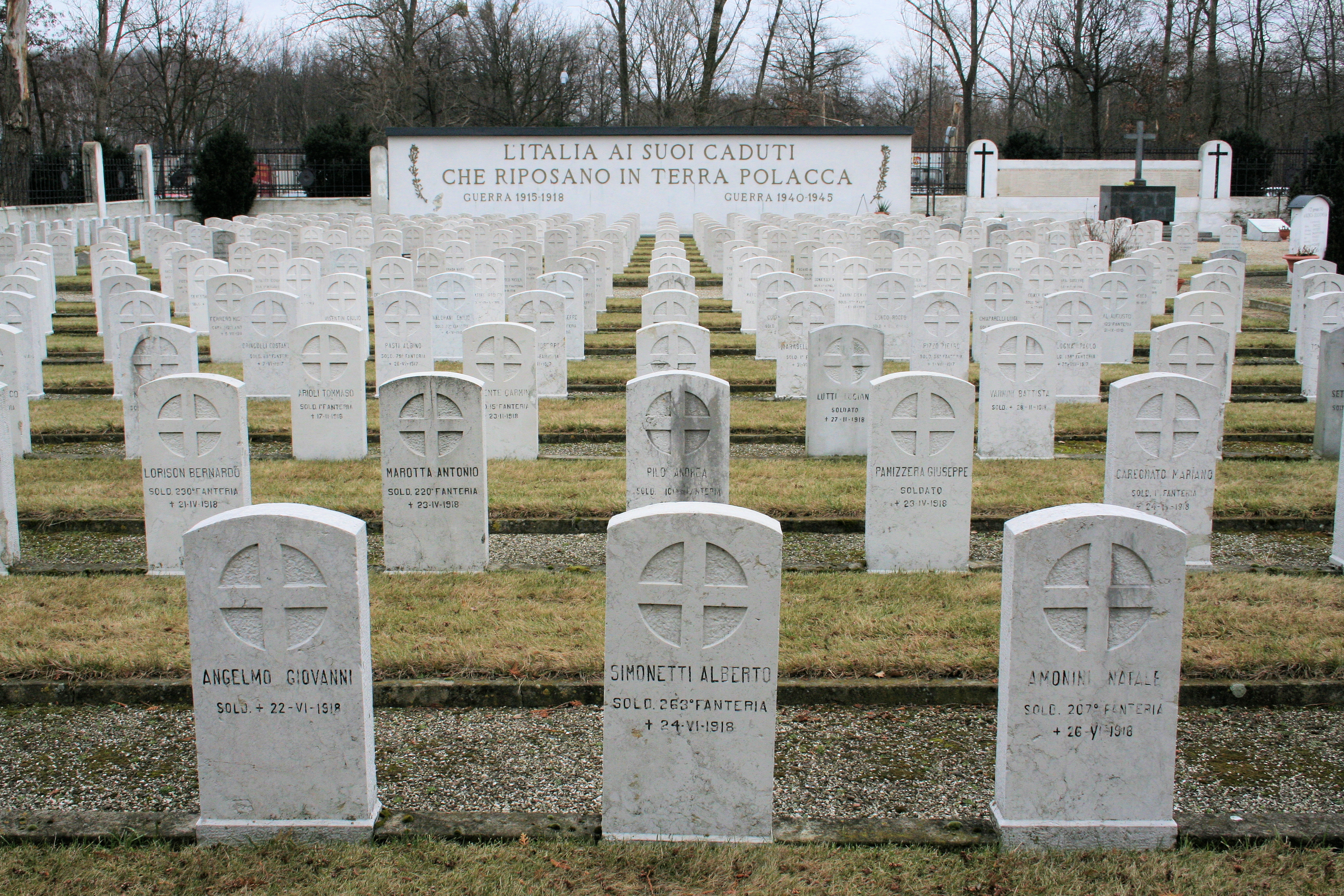
Кладбище итальянских солдат

Беляны (пол. Bielany) — дзельница (район) Варшавы, самая северная из расположенных левом берегу Вислы. До введения нового административного деления Варшавы (1994) входила в состав дзельницы Жолибож.
По данным GUS (главного статистического управления), на 31.12.2009, в дзельнице на площади 32,3 км2 проживало 133 778 жителей.

## Административные границы
Беляны граничат с дзельницами:
- Жолибож — с юга (по аллее Армии Крайовой);
- Бемово — с запада;

Восточная границей дзельницы проходит по Висле.
Северная граница совпадает с северной границей Варшавы.

## Районы
По данным Городской системы информации (Miejski System Informacji), Беляны разделяются на следующие территории (это деление, однако, не является административным):
- Хомичувка (Chomiczówka)
- Хута (Huta)
- Ляс Белянский (Las Bielański)
- Марымонт-Каскада (Marymont-Kaskada)
- Марымонт-Руда (Marymont-Ruda)
- Млочины (Młociny)
- Пяски (Piaski)
- Пляцувка (Placówka)
- Радиово (Radiowo)
- Старые Беляны (Stare Bielany)
- Слодовец (Słodowiec)
- Вавжишев (Wawrzyszew (osiedle)|Wawrzyszew),
- Вулька Венглова (Wólka Węglowa)
- Вжечоно (Wrzeciono)

Это деление было откорректировано 29 мая 2001 в соответствии с постановлением с постановлениями органов местного самоуправления дзельницы:.

## История
На территории нынешних Белян, когда-то находившихся далеко за границами города Варшавы, издавна появлялись сельские населенные пункты. Наиболее населены были деревни Пулкув (Pólków) и Буракув (Buraków) (сегодняшние Марымонт и Ляс Белянский), Слодовец и Вавжишев. Большую роль в местной хозяйственной жизни играла речка Рудавка (Rudawka), пополняющая водой местные пруды и приводящая в движение многочисленные водяные мельницы, а также лесной промысел.
Во второй половине XVII века в Беляны был переведён из-под Кракова орден камальдулов, который здесь получили большие наделы земли и соорудил монастырский архитектурный ансамбль. Обособленно развивались Млочины как фрагмент королевских владений — в XVIII в. здесь возник дворец для министра Бруля (Bruhl). В XVIII веке была заложена деревня Вулька, позже ставшая Вулькой Венгловой, название которой предположительно указывает на освобождение населения от повинности по отношению к двору или старосте. В окрестностях также развивался Марымонт вокруг королевского двора.
Век XIX обозначился расширением крепости Варшава, особенно в 80-е годы, когда здесь возник ряд укреплений внутреннего и внешнего поясов обороны. В окрестностях Белян были построены Форт I («Беляны») и Форт II («Вавжишев»), на Марымонте — так называемые Марымонтские казармы и земляное укрепление, окружающее Бураков. Ограничения, связанные с застройкой предполья этих объектов, коснулись всей окружающей территории. В 1830 возникло Важишевское кладбище, там также существовала усадьба. В 1816—1861 на территории нынешних Белян работал также Агрономический институт (Instytut Agronomiczny) — высшее сельскохозяйственное учебное заведение.
В начале XX века на территории Хомичувки и Вавжишева начался приток новых поселенцев, здесь появляются мелкие садово-огороднические хозяйства. В 1916 расширились границы Варшавы, и в числе прочего к ней были присоединены Старые Беляны, Марымонт и Слодовец. Появляется новая городская застройка, особенно на новых городских территориях. План строительства города-сада Млочины в конце концов не был реализован, только в отдельных фрагментах. В межвоенный период были созданы также аэропорт Млочины, академия физического воспитания Юзефа Пилсудского (Akademia Wychowania Fizycznego Józefa Piłsudskiego), к центру города была проложена трамвайная линия. В 1939 часть нынешних Белян вошла в гмину Млочины, а район Марымонт — в северное староство столичного города Варшавы. В то время на 1639 га территории проживало 65,8 тыс. жителей.
После II мировой войны была образована дзельница Жолибож, к которой в 1951 были частично присоединены деревни из гмины Млочины: Пляцувка, Млочины, Вулька Венглова. В 1952—1952 началось строительство металлургического завода Хута Варшава (Huta Warszawa), которая стала одним из главным мест работы в дзельнице. В 70-х гг. XX в. пойменные ландшафты Кемпы Потоцкой были превращены в парк, а на территориях Вжечона, Вавжишева и Хомичувки начали возводиться жилые корпуса новых микрорайонов.
В 1994 году из состава дзельницы Жолибож выделилась дзельница Беляны.

## Этимология названия
«Беляны» могут происходить от:
- белых плащей камальдулов;
- белого цвета монастыря камальдулов — старейшего памятника старины на Белянах;
- белых песков.

## Достопримечательности и памятники старины
- Белянский лес (Las Bielański) — лесной комплекс со статусом заповедник, находящийся к северу от ул. Подлесной;
- Комплекс зданий монастыря камальдулов на Белянок — расположен в Белянском лесу на Полковой горе (Góra Polkowa). Рядом находится смотровая площадка с хорошим видом на Вислу, а также могила Станислава Сташица.
- Кладбище итальянских солдат на ул. Марымонтской (Marymoncka), 40.
- Остатки форта I («Беляны») и форта II («Вавжишев») крепости Варшава, построенные во II половине XIX века.
- Млочинский лес (Las Młociński) — лесной комплекс на севере Белян.

## Памятники природы
- Белянский лес
- Млочинский лес (лес Новая Варшава, Las Nowa Warszawa) и Млочинский парк (лес) (Park Mlociński, Las Młociny)
- Лес им. Самуила Линде (Las im. Samuela Lindego)
- Природно-ландшафтный ансамбль «Млочинские дубы» (Zespół Przyrodniczo-Krajobrazowy «Dęby Młocińskie»)
- Природно-ландшафтный ансамбль «Ольшина» (Zespół Przyrodniczo-Krajobrazowy «Olszyna»)
- Парк при Белянском Лесе (Park przy Lesie Bielańskim)
- Пруды Брустмана (Stawy Brustmana)
- Пруды Келлера (Stawy Kellera)
- Млочинские пруды (Stawy Młocińskie)
- Потоцкая старица (Łacha Potocka)
- Экологический уголок «У Млочинского леса» (Użytek ekologiczny «Przy Lesie Młocińskim»)

## Образование, наука, культура и искусство
Высшие учебные заведения:
- Академия физического воспитания Юзефа Пилсудского
- Папский теологический факультет (Papieski Wydział Teologiczny)
- Университет кардинала Стефана Вышинского (Uniwersytet Kardynała Stefana Wyszyńskiego)
- Высшая школа туризма и отдыха (Wyższa Szkoła Turystyki i Rekreacji)

Научные институты:
- Институт технологии электронных материалов (Instytut Technologii Materiałów Elektronicznych)
- Институт метеорологии и водного хозяйства (Instytut Meteorologii i Gospodarki Wodnej)
- Институт спорта (Instytut Sportu)
- Институт физиологии и патологии слуха (Instytut Fizjologii i Patologii Słuchu)

Другие образовательные учреждения:
Отряд польского харцерства «Варшава Золибож» (Hufiec ZHP Warszawa Żoliborz)
Учреждения культуры и искусства:
- Белянский центр культуры (Bielański Ośrodek Kultury) на ул. Гольдони (Goldoniego), д. 1
- Филиал Белянского центра культуры на ул. Эстрады (Estrady), д. 112
- Центр культуры «Хорошее место» (Dobre Miejsce) на ул. Девайтис (Dewajtis), д. 3, в Белянском лесу
- Камальдульское подземелье (Podziemie Kamedulskie) на ул. Девайтис (Dewajtis), д. 3, в Белянском лесу

## Промышленные объекты
- Металлургический завод «Хута Варшава» (Huta Warshawa) — специализируется в выпуске качественных сталей и сплавов
- Институт технологии электронных материалов на ул. Вульчинской (Wólczyńska), д. 133
- Другие предприятия